# Oklaj
Oklaj är en ort i Kroatien.   Den ligger i länet Šibenik-Knins län, i den södra delen av landet, 210 km söder om huvudstaden Zagreb. Oklaj ligger 261 meter över havet och antalet invånare är 469.
Terrängen runt Oklaj är platt åt nordväst, men åt sydost är den kuperad. Runt Oklaj är det ganska glesbefolkat, med 29 invånare per kvadratkilometer. Närmaste större samhälle är Knin, 14,0 km nordost om Oklaj. Omgivningarna runt Oklaj är en mosaik av jordbruksmark och naturlig växtlighet.